# Янковский, Павел Вячеславович

Па́вел Вячесла́вович Янко́вский (род. 1991) — пятикратный чемпион России, серебряный призёр чемпионатов Европы и Мира по степ-танцу (2006).

## Биография
Павел Вячеславович Янковский — сын Вячеслава Янковского, хореографа, танцора, постановщика и балетмейстера.

### Достижения
- пятикратный чемпион России,
- серебряный призёр чемпионатов Европы и Мира по степ-танцу (2006),
- с 2011 года ведет преподавательскую деятельность в составе студии «Flap».

## Интересные факты
Павел Вячеславович — участник:
- концертов:
  - на Красной площади и
  - в Кремлёвском дворце,
- фестивалей:
  - «Усадьба Джаз»,
  - «Танцуют все»,
  - «Славянский базар»,
  - Maxidrom и
  - «Нашествие»,
- участник проекта The Best Of.

2019 — роль стиляги Бэмса в спектакле «Памятник неизвестному стиляге» (реж. Марк Розовский) в театре «У Никитских ворот».